# Muğanlı (Bərdə)
Muğanlı è un comune dell'Azerbaigian situato nel distretto di Bərdə. Conta una popolazione di 621 abitanti.